# دابلیویواس‌ای (فیلم)
دابلیویواس‌ای (انگلیسی: WUSA) یک فیلم به کارگردانی استوارت روزنبرگ است که در سال ۱۹۷۰ منتشر شد.

## بازیگران
- پل نیومن
- جوآن وودوارد
- آنتونی پرکینز
- لارنس هاروی
- بروس کابوت
- کلوریس لیچمن
- دیوید هادلستون
- موزز گان
- پت هینگل